# Aeroportul Chanaral
Aeroportul Chanaral (IATA: CNR, ICAO: SCRA) este un aeroport din Provincia Chañaral, Regiunea Atacama, Chile ce deservește zona Chañaral. A fost numit după zona deservită.
Situat la o altitudine de 29 m, aeroportul dispune de o singură pistă.